# Monte Plu
Il monte Plu o monte Plù (2.196,8 m s.l.m.) è una vetta delle Alpi Graie che si trova in val d'Ala.

## Descrizione

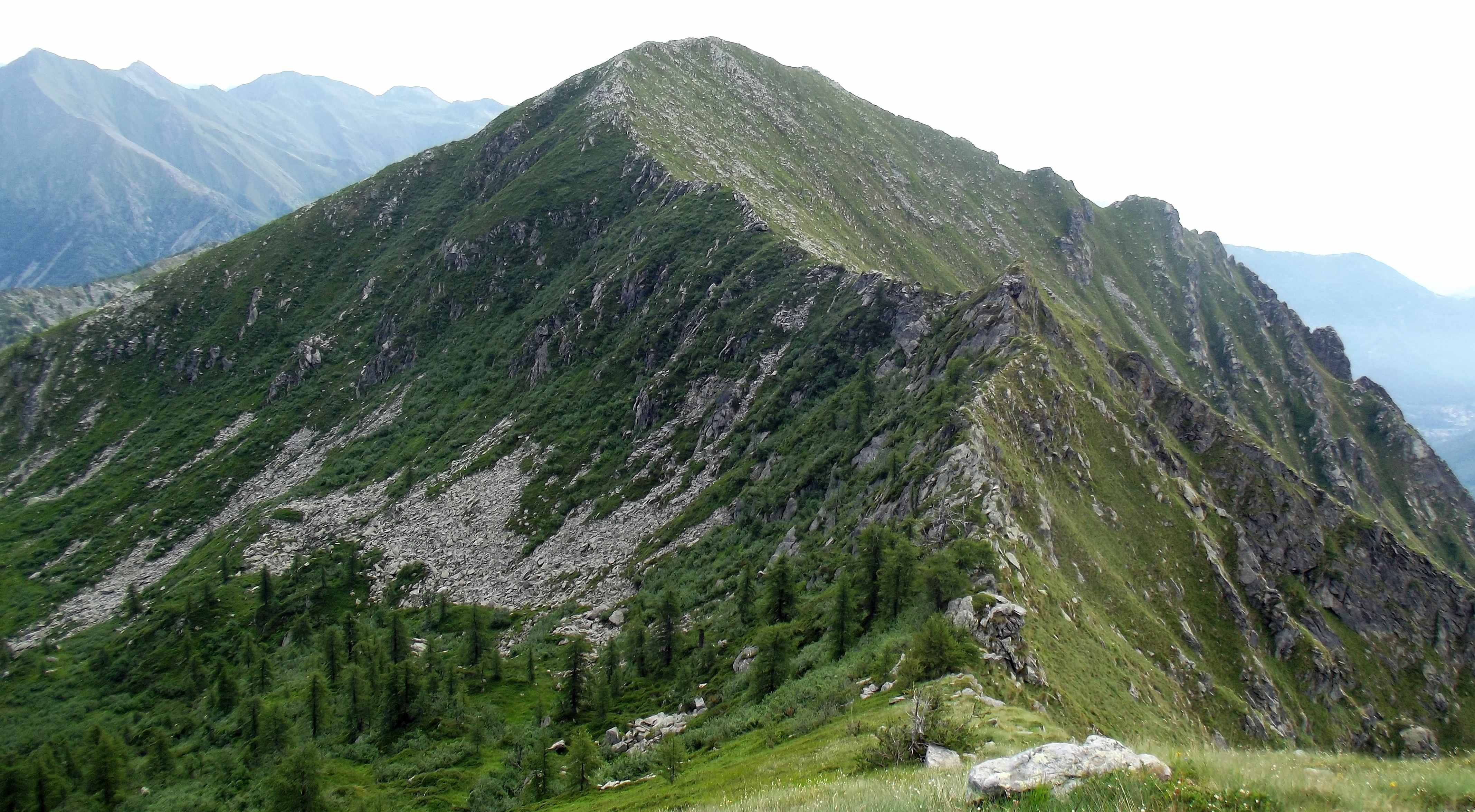
Il Plu dalla punta d'Attia

Il monte Plu è collocato su un costolone che, dipartendosi dal monte Doubia, separa il solco principale della val d'Ala dal Vallone di Crosiasse (a nord). 
La montagna è separata dal Monte Doubia, situato ad ovest sullo spartiacque Valgrande/Val d'Ala, dal colle di Attia (2086 m), ad est del quale il crinale risale ad un rilievo quotato 2.157 e localmente noto come Punta d'Attia. Dalla punta d'Attia la cresta ridiscende fino ad una sella a quota 2.097 m per poi risalire al punto culminante del Plu.
In direzione est lo spartiacque Crosiasse/Val d'Ala va invece ad esaurirsi nei pressi della frazione Chiampernotto (Ceres).
Sulla cima della montagna, seganata da un ometto in pietrame, passa il confine tra i comuni di Ceres e di Ala di Stura.

## Salita alla vetta

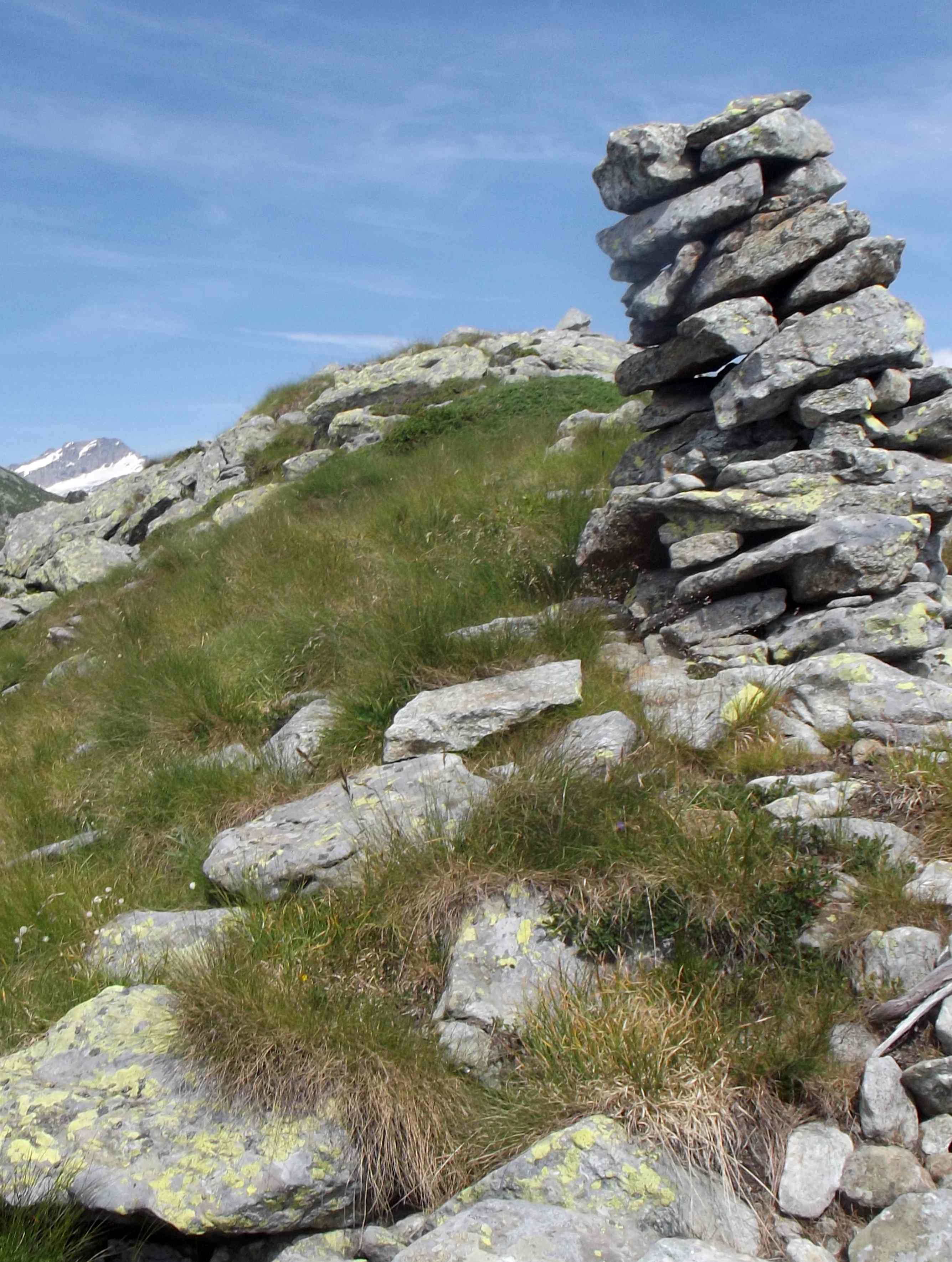
Ometto sulla cima, sullo sfondo le Levanne

La vetta può essere salita partendo dal Colle di Attia, a sua volta raggiungibile per sentiero da Ala di Stura o da Chialamberto. Dal colle la via di salita può passare per il crinale che separa il vallone di Crosiasse dal solco principale della Val d'Ala: occorre in questo caso scavalcare la punta d'Attia e superare alcuni tratti di cresta piuttosto aerei ed esposti. Tali tratti sono evitabili perdendo quota nel vallone di Crosiasse e risalendo alla cresta ad ovest del Plu per boscaglia e macereti.
Più che come meta escursionistica il monte Plu è però noto per le sue vie di arrampicata. Si tratta di itinerari classici aperti dagli alpinisti torinesi a partire dagli anni venti e trenta del XX secolo: tra essi possono essere ricordati la Cresta Botto, lo Sperone Grigio e la Cresta della scuola. Si tratta di vie lunghe e piuttosto impegnative che vanno parecchio oltre all'impegno richiesto da una palestra di roccia.

## Note

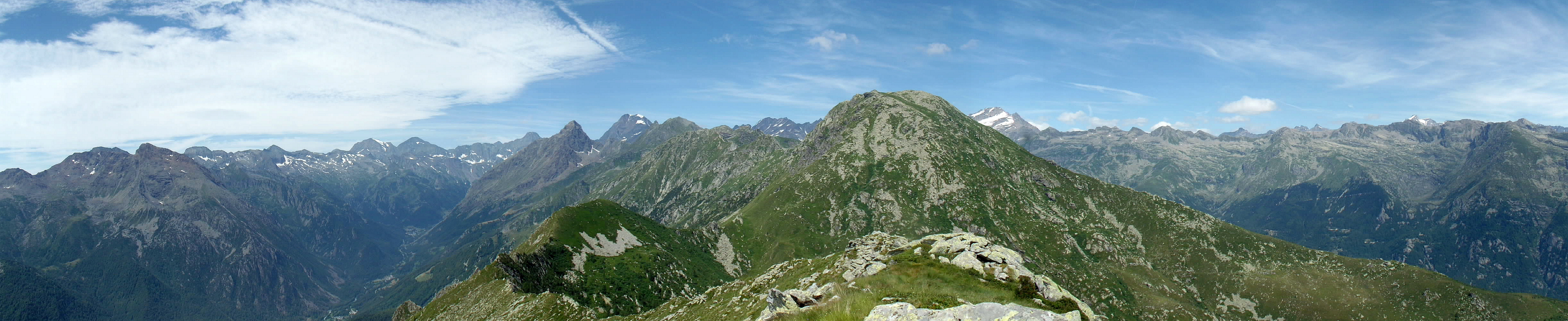
Panorama dal Plu